# Atractus macondo
Atractus macondo là một loài rắn trong họ Colubridae. Loài này được Passos, Lynch & Fernandes mô tả khoa học đầu tiên năm 2009.